# حرب المارون الثانية
حرب المارون الثانية بين عامي 1795–1796 هي عبارة عن صراع دام 8 أشهر بين المستوطنين البريطانيين الذين حكموا جزيرة جامايكا، وبين المارون الجامايكيين من بلدة كودجو، وهي مستوطنة لشعب المارون تغيّر اسمها لاحقًا تيمنًا بالحاكم إدوارد تريلاوني (أصبحت بلدة تريلاوني) عقب نهاية حرب المارون الثانية، وتقع اليوم قرب أبرشية تريلاوني في أبرشية سانت جيمس. ظلت مجتمعات الوندوارد من مارون جامايكا محايدة خلال ذلك التمرد، واستمرت المعاهدة التي أبرموها مع البريطانيين. لكن بلدة أكومبونغ انحازت إلى طرف الميليشيات الاستعمارية، وحاربت بلدة تريلاوني.

## اندلاع الحرب
شعر المارون في تريلاوني أنهم يتعرضون لمعاملة سيئة وفقاً لأحكام معاهدة كودجو عام 1739، والتي أنهت حرب المارون الأولى. اندلعت شرارة الحرب عندما جُلد اثنان من المارون على يد عبدٍ أسود إثر سرقتهما خنزيرين. عندما ذهب 6 من زعماء المارون، بقيادة مونتاغ جيمس والرائد جاريت، إلى البريطانيين ليعرضوا شكاواهم، بادر البريطانيون بسجنهم. سُجن المعترضون بناءً على أوامر الحاكم الجديد، ألكسندر ليندزي الإيرل السادس لبالكاريس، الذي اعتقد عن طريق الخطأ أن الفرنسيين غذوا المارون بروح التمرد والثورة. أساء إيرل بالكاريس التعامل مع القضية بشكل تام، فكان من الممكن حلها بدون اللجوء إلى الحرب، لكنه تجاهل نصيحة المزارعين المحليين، وأمر قواته بقمع المارون في بلدة تريلاوني. بدأ الاقتتال في منتصف شهر أغسطس.

## الحرب
أدى سلوك الحاكم الشرس إلى تحول الوضع من قضية صغيرة إلى حرب عصابات شاملة. في المقابل، لم تتلق بلدة تريلاوني أيّ دعمٍ من من بلدات مارون الوندوارد، مثل موور تاون وتشارلز تاون وسكوتس هول، بينما حمل سكان مارون ليوارد في بلدة أكومبونغ السلاح نيابة عن السلطات الاستعمارية ضد بلدة تريلاوني.
استمرت الحرب 8 شهور، وانتهت بمأزق دموي مسدود. كان عدد الجنود البريطانيين، البالغ 5000، يفوق عدد محاربي المارون بـ 10 مقابل 1، لكن تضاريس جامايكا الجبلية والحراجية جعلتها مثالية لحرب العصابات. كان لينارد باركينسون وجيمس بالمر وآندرو سميث وجون جاريت وتشارلز صامويل من ضباط المارون الذين خاضوا حرب عصابات ضد البريطانيين. أرسل مشرف بلدة أكومبونغ، وهو الرجل الأبيض ألكسندر فوريس، ضابطًا من بلدة أكومبونغ المارونية، وهو الرائد تشامبرز، إلى بلدة تريلاوني لإقناعهم بالاستسلام، لكن بالمر أرداه قتيلًا ثم قطع رأسه. حرّك العقيد وليام فيتش قواته، من بينها محاربي أكومبونغ، للهجوم على بلدة تريلاوني. على أي حال، لم يستمع فيتش إلى نصيحة جواسيس أكومبونغ –أو المتقفين– وأرسل قواته مباشرة إلى كمين نصبه سكان تريلاوني، ما أدى إلى وفاة 18 شخص، من بينهم اثنان من المتقفين. قُتل فيتش أيضًا خلال الكمين.
في الأسبوعين الأولين من النزاع، قتل المارون من بلدة تريلاوني 65 جنديًا بريطانيًا بدون تلقي أي خسارة في الأرواح ضمن صفوفهم. على مر النزاع، اشتكى أحد الجنرالات من القوات الاستعمارية التي قتلت ما لا يزيد عن 32 شخصًا من المارون وحلفائهم. تظهر الأبحاث المعاصرة أن الميليشيات الاستعمارية استطاعت قتل 21 شخصًا فقط من سكان تريلاوني. في المقابل، دمّر المحاربون المارون عددًا من مزارع السكر في غرب جامايكا.
كان عدد الضحايا في صفوف الميليشيات الاستعمارية أعلى من عدد الضحايا لدى المارون. عندما لجأ الجنرال جورج والبول إلى سياسة الأرض المحروقة ضد بلدة تريلاوني، أصبح من الصعب على المارون الحصول على الغذاء والماء والذخيرة، تزامنًا مع بدء موسم الجفاف في نهاية ذلك العام. جلب الحاكم بالكاريس نحو 100 كلب صيد ومدربيهم من كوبا. كانت تلك الحركة عصى النجاة الأخيرة بالنسبة لمونتاغ جيمس ومساعديه، فقبل مفاتحات والبول من أجل السلام. تفوق المارون في المناوشات التي سبقت المعاهدة، لذا كان الشرط هو إلقاء أسلحتهم والاستسلام، وحدث ذلك في شهر ديسمبر عام 1795 بشرط ألا يتم تهجيرهم. لذا وعد والبول المارون بألا يُرحلوا خارج الجزيرة.